# Zəngilan
Zəngilan (bijwijlen gespeld als Zengilan, Zangilan of Zangelan; Armeens: Կովսական, Kovsakan) is een stad in Azerbeidzjan en de hoofdstad van het gelijknamige district Zəngilan tegen de grens met Armenië en Iran. 
De stad telt 9900 inwoners (01-01-2012).

## Geschiedenis

### Bezetting
De stad lag sinds de oorlog in Nagorno-Karabach in de jaren 1988-1994 in een gebied dat de jure tot Azerbeidzjan behoort, maar onder gezag stond van de Nagorno Karabach. 

### Herovering
Tijdens het conflict in Nagorno Karabach in 2020 werd Zəngilan heroverd door de Azerbeidzjaanse strijdkrachten. Eind 2021 maakte de Azerbeidzjaanse president İlham Əliyev bekend dat de moskee van de stad gerestaureerd wordt en borden worden geplaatst.